# Oceanic Pro League
Oceanic Pro League (OPL) — киберспортивная лига по компьютерной игре League of Legends в Австралии и Океании, которую проводила Riot Games.
В октябре 2020 года Riot объявили о прекращении деятельности офиса в Сиднее и ликвидации OPL. Игроки из Австралии и Новой Зеландии перестали считаться легионерами в League Championship Series.
До сезона 2017 чемпионом OPL регулярно становилась команда «The Chiefs eSports Club». Последним чемпионом лиги является «Legacy eSports».

## История

### Квалификация на международные турниры
Oceanic Pro League стала первым регулярным соревнованием по League of Legends в Австралии и Океании — ранее квоты на отборочный wildcard-турнир к чемпионату мира (IWCT) разыгрывались на разовых турнирах. Сезон OPL был разделён на два сплита, на IWCT мог попасть только чемпион второго сплита. Для чемпионов первых сплитов OPL был выделен слот на отборочном турнире к Mid-Season Invitational — International Wildcard Invitational.

### Форматы
Регулярный сезон OPL до 2016 года проводился в два круга с матчами до одной победы («best-of-one»), с сезона 2016 команды поделены на две группы, проводятся два круга матчей до двух побед («best-of-three») между командами внутри каждой из групп и по одному кругу межгрупповых матчей.
Плей-офф проходил по олимпийской системы между четырьмя сильнейшими командами по результатам регулярного сезона с матчами до трёх побед («best-of-five»). С сезона 2017 плей-офф проводится по системе «king of the hill», в нём участвуют 5 команд из регулярного сезона.

### Распределение призового фонда, выплаты игрокам
Призовой фонд первого сезона составил OPL 64 тысячи долларов, помимо этого организатор выплачивал киберспортсменам по 100 долларов за сыгранный матч.

### Дисквалификации и скандалы
В сезоне 2015 из лиги были исключены сразу две команды: «Rich Gang» была дисквалифицирована из-за плохого поведения части игроков, организация «Team Immunity» — за невыплату зарплат игрокам была отстранена от участия в соревнованиях по League of Legends на 2 года.

## Победители и призёры
| Сезон  | Победитель              | Счет | 2 место                 |
| ------ | ----------------------- | ---- | ----------------------- |
| 2015'1 | The Chiefs eSports Club | 3:0  | Dire Wolves             |
| 2015'2 | The Chiefs eSports Club | 3:1  | Legacy eSports          |
| 2016'1 | The Chiefs eSports Club | 3:2  | Legacy eSports          |
| 2016'2 | The Chiefs eSports Club | 3:0  | Legacy eSports          |
| 2017'1 | Dire Wolves             | 3:1  | Legacy eSports          |
| 2017'2 | Dire Wolves             | 3:1  | The Chiefs eSports Club |
| 2018'1 | Dire Wolves             | 3:2  | The Chiefs eSports Club |
| 2018'2 | Dire Wolves             | 3:1  | The Chiefs eSports Club |
| 2019'1 | TBD                     | TBD  | TBD                     |
| 2019'2 | TBD                     | TBD  | TBD                     |